# Collema
Collema is een geslacht van korstmossen behorend tot de familie Collemataceae. De typesoort is Collema lactuca.

## Kenmerken
Collema-soorten zijn donkerbruine tot zwartbladige korstmossen. Wanneer ze droog zijn, zijn de lobben broos, maar zwellen sterk wanneer ze worden bevochtigd en hebben dan een gelatineuze consistentie. Blauwalgen van het geslacht Nostoc komen voor als fotobiont. Als apothecia (vruchtlichamen) verschijnen, zijn dit rood tot donkerbruine, meestal verzonken, omrande schijven. Veel soorten zijn meestal steriel en ontwikkelen isidia, die worden gebruikt voor de vegetatieve voortplanting.

## Soorten
Volgens Index Fungorum bevat het geslacht 24 soorten (peildatum januari 2023):
| Soortnaam               | Auteur(s)                   | Publicatiejaar |
| ----------------------- | --------------------------- | -------------- |
| Collema actinoptychum   | Nyl.                        | 1868           |
| Collema coniophilum     | Goward                      | 2009           |
| Collema flaccidum       | (Ach.) Ach.                 | 1810           |
| Collema furfuraceum     | (Schaer.) Du Rietz          | 1929           |
| Collema glaucophthalmum | Nyl.                        | 1858           |
| Collema glebulentum     | (Nyl. ex Cromb.) Degel.     | 1952           |
| Collema implicatum      | Nyl.                        | 1863           |
| Collema insulare        | Degel.                      | 1974           |
| Collema japonicum       | (Müll. Arg.) Hue            | 1898           |
| Collema lactuca         | (Weber) Weber ex F.H. Wigg. | 1780           |
| Collema laeve           | Hook. f. & Taylor           | 1844           |
| Collema leptaleum       | Tuck.                       | 1866           |
| Collema leucocarpum     | Hook. f. & Taylor           | 1844           |
| Collema marginale       | (Huds.) Hoffm.              | 1794           |
| Collema nigrescens      | (Huds.) DC.                 | 1805           |
| Collema pulcellum       | Ach.                        | 1814           |
| Collema pustulatum      | Ach.                        | 1814           |
| Collema rugosum         | Kremp.                      | 1870           |
| Collema ryssoleum       | (Tuck.) A. Schneid.         | 1872           |
| Collema sichuanense     | H.J. Liu & J.C. Wei         | 2003           |
| Collema subconveniens   | Nyl.                        | 1888           |
| Collema subflaccidum    | Degel.                      | 1974           |
| Collema subnigrescens   | Degel.                      | 1954           |
| Collema substipitatum   | Zahlbr.                     | 1930           |